# Monetazione provenzale
Per monetazione provenzale  si intende l'insieme di coniazione emesse nel territorio dell'attuale Provenza dall'antichità. Comprende quindi monete coniate in periodi, epoche e da culture molto distanti tra loro.
Secondo il numismatico Henri Rolland:
(Henri Rolland, Monnaies des comtes de Provence, XIIe-XVesiècles, Paris, 1956.)

## Le monete greche
La produzione di monete greche ha inizio con i coloni focei verso il 545 a.C., in seguito alla fondazione di Massalia, e termina con la conquista romana, verso il 52 a.C.; queste monete furono imitate dai centri vicini.
- Il tesoro di Auriol[1]
- Le antiche emissioni di Massalia[2][3][4]
- Le monete di Glanum[5]
- Le imitazioni del Sud-Est[6]

## Le monete dei Galli
- Le monete di potin del Sud-Est[7]
- La monetazione celtica

## Periodo romano
- La monetazione coloniale romana nella Gallia Narbonense:
  - Colonia Cabellio (Cavaillon)[8]
  - Forum Julii (Fréjus)[9]
  - Colonia Copia felix Munatia Lugdunum (Lione)
  - Colonia Narbo Martius (Narbonne)
  - Colonia Nemausus (Nîmes)[10][11],
  - Colonia Julia Secundanorum Arausio (Orange)
  - Colonia Julia Vienna (Vienne)
- La monetazione di Antipolis (Antibes)[12]
- La zecca di Arelate (Arles) (313-476)[13]

## L'alto Medio Evo
- Monete dei patrizi di Marsiglia : Nemfidius, Antenore di Provenza, Ansedert[14].
- Monetazione carolingia della zecca di Marsiglia
- Monetazione della zecca di Arles
- Monetazione dei Bosonidi

## Le monete feudali
- Monetazione della Provenza comitale[15]. Alfonso II d'Aragona, Raimondo Berengario IV, Carlo I d'Angiò e Carlo II d'Angiò, Roberto d'Angiò, Giovanna di Napoli e Luigi di Taranto, Luigi I d'Angiò, Luigi II d'Angiò, Luigi III d'Angiò, Renato d'Angiò, et Carlo III[16][17]: hanno emesso monete con il titolo di conte o contessa di Provenza e, per alcuni, con quello di re Sicilia e di Gerusalemme
- Monetazione del marchesato di Provenza: emessa da Raimondo V, VI e VII, e da Alfonso di Francia, conti di Tolosa e marchesi di Provenza
- Monetazione della contea di Forcalquier[18][19]
- Monetazione dell'arcivescovo di Arles[20]
- Monetazione del vescovo di Saint-Paul-Trois-Châteaux, in particolare quella del XIV secolo di  Dragonnet de Montauban[21]
- Monetazione di Gap[22]
- Monetazione della contea di Embrun[23]
- Monetazione dei signori di Orange[24]

## La monetazione pontificia
- La zecca di Carpentras[25]
- La zecca di Avignone[26]

## La monetazione reale

### Zecche reali in Provenza
I re di Francia hanno battuto moneta in Provenza nelle seguenti officine. 
- Officina di Villeneuve-lès-Avignon
- Officina di Tarascona[28]
- Officine di Sisteron, Barcelonnette e Lauzet[29]
- Officina di Aix-en-Provence[30]
- Officina di  Marsiglia[31]
- Inoltre, nella valle del Dardennes, nel comune d Revest vicino a Tolone, dei tondelli per monete da sei deniers dette "Dardennes", battute a Aix-en-Provence, Montpellier e La Rochelle, furono preparati tra il 1710 e il 1712 con rottami di metallo provenienti dall'arsenale di Tolono[32]

### Monete reali con i tipi provenzali
I tipi provenzali si caratterizzano per la presenza sulla moneta reale di particolarità proprie della regione, come: titolatura di Conte di Provenza (Comes Provincie), croce potenziata o croce di Gerusalemme (con le crocette), scudo di Marsiglia o una grande lettera particolare. Può anche essere una moneta di tipo particolare come ad esempio la patacca.
Sotto Luigi XI
- Douzain di Provenza

Sotto Carlo VIII
- Douzain di Provenza
- Douzain de Marseille
- Karolus di Provenza (prova)
- Liard di Marsiglia
- Denier coronat di Marsiglia
- Patacca marsigliese

Sotto Luigi XII
- Écu d'or au soleil
- Douzain di Provenza
- Hardi di Provenza
- Double tournois di Provenza
- Patacca di Provenza

Sotto Francesco I di Francia
- Testone di Marsiglia
- Douzain alla salamandra di Marsiglia
- Patacca di Provenza

Sotto Enrico II
- Patacca di Provenza (finalmente proibita)

Sotto il Cardinale di Borbone detto Carlo X
- Patac di Provenza nel 1591 e 1592

## Le falsificazioni
- Regione di Aix-en-Provence, XVIII secolo[33].
- Il tribunal des monnaies d'Aix-en-Provence

## Le emissioni di necessità del XX secolo
- Gettoni e buoni della regione provenzale[34][35][36]
- Gettoni e buoni della Chambre de commerce de Marseille
- Gettoni e buoni della Chambre de commerce de Nice et des Alpes-Maritimes[37]
- Gettoni e buoni della Chambre de commerce des Basses-Alpes